# MC Kinky
Caron Geary, connue sous une variante de noms de scène, est une disc-jockey et chanteuse britannique. Elle fut la première MC caucasienne de reggae/dancehall,. Selon Geary, sa première parution officielle fut dans Kid Ralph, une piste dancehall de Little Twitch. La piste parle d'une figure homosexuelle « légendaire » du système pénitentiaire jamaïquain. Par la suite, elle travaille en solo et en collaboration avec plusieurs autres musiciens, comme Erasure et Boy George, qui a décrit sa musique comme « le reggae le plus crade et le plus dépravé que j'ai jamais entendu depuis les années '70. »

## Biographie
Ayant grandi à Marylebone, Geary a vécu durant l'ère et la popularisation de la musique reggae ; de ce fait, Geary a été exposé très tôt à la musique reggae, et a, par la suite, composé la piste très controversée intitulée Everything Starts With An 'E' (en) du groupe E-Zee Possee (en), bannie par BBC à cause de ses paroles et classée 69e au UK Singles Chart en 1989 pendant une semaine ; cependant, elle est de nouveau commercialisée en 1990 et grimpe à la quinzième place des classements britanniques pendant huit semaines. Le premier single solo de Kinky fut Get Over It produit par Apollo 440, qui atteint la 95e place au UK Singles Chart. Son seul hit classé au top 75, commercialisé cinq années plus tard, est intitulé Everybody qui atteint la 71e place du classement. Kinky a également fait quelques tournées underground, en fournissant occasionnellement sa voix à d'autres artistes. En 1997, elle opère sous le nom de scène The Infidel pendant une semaine avant d'écrire son album Cantankerous et de se servir de ce titre comme un autre nom de scène. Un membre du staff de Club Motherfucker a décrit sa musique « feral pop », elle devient finalement « Feral », puis « Feral aka MC Kinky », et « FERALisKINKY. »
La sonorité de sa musique a été décrite comme de « la house et du punk rock dominé par de la basse, avec un son sonique de ragga électronique » composée par une « MC blanche. »

## Discographie

### Singles solo
| Date | Single            | UK chart position |
| ---- | ----------------- | ----------------- |
| 1991 | Inna We Kingdom   | —                 |
| 1991 | Get Over It       | 95                |
| 1992 | Won Love          | —                 |
| 1992 | Twisting The Mind | —                 |
| 1996 | Everybody         | 71                |

### Artiste présenté
| Date | Single                                                               | UK chart position |
| ---- | -------------------------------------------------------------------- | ----------------- |
| 1989 | Everything Starts With An 'E' (E-Zee Possee (en) ft. MC Kinky)       | 69                |
| 1990 | Everything Starts With An 'E' (re-entry) (E-Zee Possee ft. MC Kinky) | 15                |
| 1990 | Generations of Love (Jesus Loves You ft. MC Kinky)                   | 80                |
| 1991 | Generations of Love (re-entry) (Jesus Loves You ft. MC Kinky)        | 35                |
| 1992 | Take a Chance on Me (Erasure ft. MC Kinky)                           | 1                 |
| 1992 | Flight (Flight ft. MC Kinky)                                         | —                 |
| 1995 | Yalla Chant (She A Baad Gal Edit ; Natacha Atlas ft. MC Kinky)       | —                 |
| 2000 | The Chase (Giorgio Moroder vs. Jam & Spoon ft. MC Kinky)             | —                 |
| 2001 | We Love (Storm ft. MC Kinky)                                         | —                 |
| 2006 | Wind It Up (Abashment Electro House Mix ; Gwen Stefani ft. MC Kinky) | —                 |
| 2013 | Raging in the Dancehall (Endymion & The Viper ft. FERAL is KINKY)    | —                 |

### Autres
| Date | Piste                                            |
| ---- | ------------------------------------------------ |
| 1989 | Kipsy (Boy George ft. MC Kinky)                  |
| 1995 | Son of Bambi (Walk Tuff) (Towa Tei ft. MC Kinky) |